# Akzeleration (Biologie)

Die Wirkung der säkularen Akzeleration auf die Körpergröße

Als Akzeleration bezeichnet man in der Biologie zum einen eine Verstärkung von Entwicklungen im Generationenvergleich. Beschrieben wurde sie erstmals von dem Schularzt E. W. Koch, der sie als „Säkulare Akzeleration“ bezeichnete. Zum Zweiten kann man im Bereich der Physiologie und Psychologie unter Akzeleration eine individuelle Entwicklungsakzeleration verstehen.
Der Begriff wird primär für die Verhältnisse beim Menschen verwendet; bei Tieren führt die Haltung in Zoos zu einer höheren Lebenserwartung, die Hortikultur bei Pflanzen mitunter zu individuellen Wuchsformen (Statur), dies wird nicht „Akzeleration“ genannt, sondern den besonderen Standortbedingungen zugeschrieben. Außerdem wird der Begriff in anderen Fachbereichen noch anders verstanden.

## Säkulare Akzeleration
Unter „säkularer Akzeleration“ werden zusammengefasst:
1. eine Zunahme der Körpergröße;
2. die Verschiebung der Menarche und der Menopause der Frau in ein höheres Lebensalter; diese Form der Akzeleration ist strittig oder es besteht sogar eine Abnahme des Alters;
3. der Anstieg der Lebenserwartung.

Als Beginn wird die erste Hälfte des 19. Jahrhunderts angenommen. Inzwischen scheinen die Veränderungen zum Stillstand gekommen zu sein.

Durchschnittliche Erwachsenengröße nach Geburtsjahr, global

Jährliche Veränderung der durchschnittlichen weiblichen Körpergröße nach Geburtsjahr

Jährliche Veränderung der durchschnittlichen männlichen Körpergröße nach Geburtsjahr

### Zunahme der Körpergröße
In den Industrienationen nimmt die Körpergröße der Menschen seit Mitte des 19. Jahrhunderts von Generation zu Generation zu. So war z. B. ein großer Mann (95. Perzentil, d. h. 95 % aller Männer sind kleiner) im Jahr 1975 noch 184,1 cm groß, im Jahr 2000 jedoch schon 191,0 cm. Nach Untersuchungen bei der Musterung ist die durchschnittliche Körpergröße von 174 cm (Geburtsjahrgang 1938) kontinuierlich auf fast 180 cm angestiegen. Bei Frauen ist die Körpergröße von 156 cm im Jahr 1956 auf 166 cm in 1975 angestiegen. Auch die Neugeborenengröße hat zugenommen: Der Anteil der Kinder mit einer Körperlänge über 55 cm ist von 3,4 % 1986 auf 10,1 % 2001 angewachsen. Seit Mitte des 19. Jahrhunderts wuchs die durchschnittliche Körpergröße in Mittel- und Nordeuropa um etwa 1–2 cm pro Jahrzehnt, seit den 1980er Jahren wuchs sie um etwa 1 cm oder weniger pro Jahrzehnt. Offensichtlich hat sich die Akzeleration der Körpergröße zu Beginn des 21. Jahrhunderts in Mittel- und Nordeuropa verringert und kann Mitte des 21. Jahrhunderts zu einem Stillstand führen.

#### Folgen der Größenzunahme
Die Größenzunahme ist aus medizinischer Sicht insofern problematisch, da die verstärkte Wachstumstendenz über eine Verlängerung des Augapfels zu einer Häufigkeitszunahme der Kurzsichtigkeit geführt hat.
Viele Normen blieben im 20. Jahrhundert unverändert, was zu ergonomischen Problemen und in der Folge beispielsweise zu Haltungsschäden führte. Im 21. Jahrhundert unterliegen die Normen des DIN und die EN ISO der Europäischen Union im Prozess ständiger Revision. Dementsprechend wurde beispielsweise 2014 die DIN EN 13402-3 Größenbezeichnung von Bekleidung sowie 2017 die Standardnorm ISO 8559 für Kleidergrößen angepasst.
Als problematisch erweist sich die Akzeleration in Fragen der ergonomischen Gestaltung beispielsweise von Kraftfahrzeugen. Bei der Fahrzeugauslegung werden in der Regel Personengrößen von der 5-Perzentil-Frau (nur 5 % aller Frauen sind kleiner) bis zum 95-Perzentil-Mann berücksichtigt. Die Akzeleration liegt zwischen 1,4 mm bei der 5-Perzentil-Frau und 2,3 mm pro Jahr beim 95-Perzentil-Mann. Deren Körperlängendifferenz stieg dadurch von 331 mm im Jahr 1974 auf 350 mm im Jahr 1995. Dies macht es immer schwieriger, Fahrzeuge so zu konstruieren, dass alle Menschen gleichermaßen günstig im Fahrzeug untergebracht werden können.

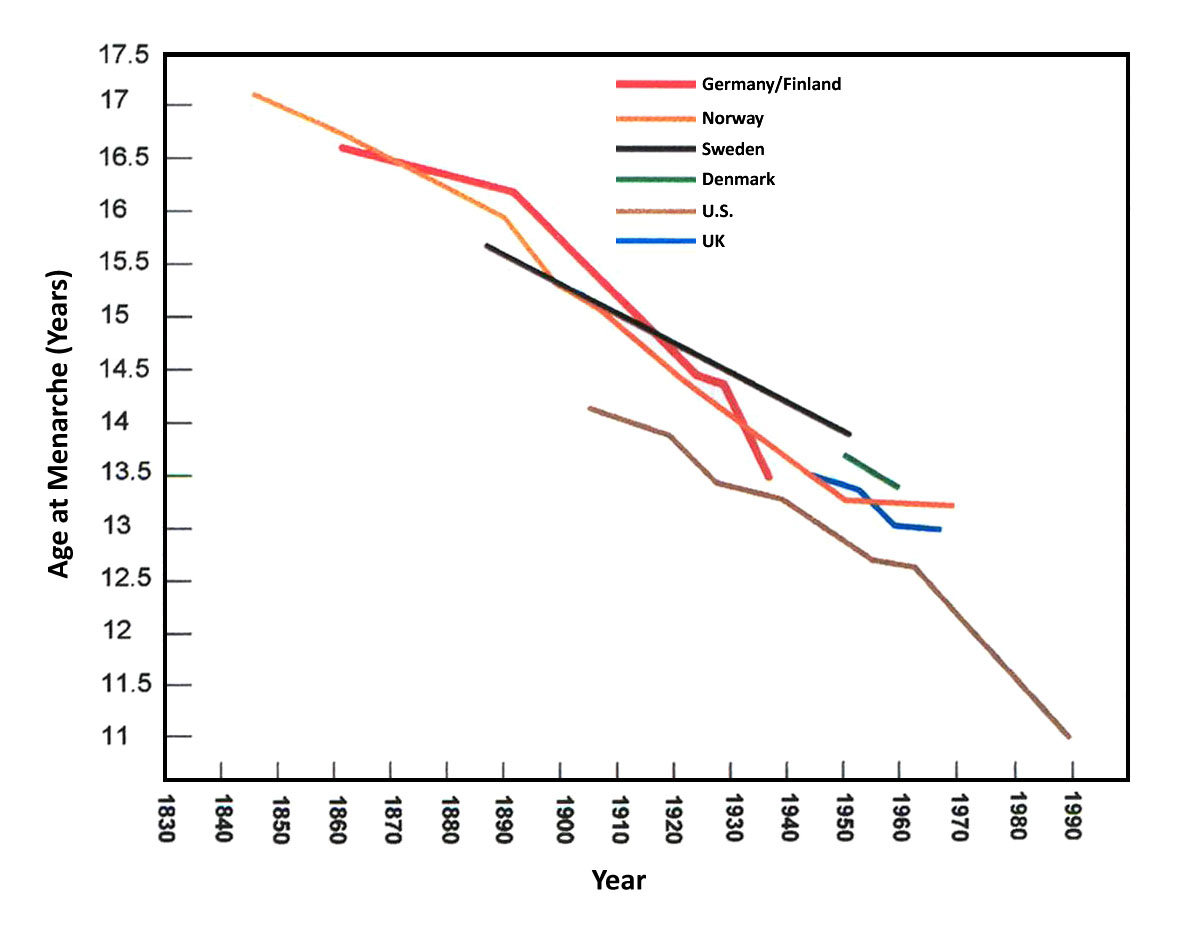
Säkularer Trend zur Abnahme des Alters bei Eintritt der Menarche westeuropäischer und nordamerikanischer Mädchen

### Verschiebung der Menarche und der Menopause
In den Industrienationen wurde eine Verschiebung des Eintritts der Menarche wie der Menopause in ein höheres Lebensalter der Frauen in Industrieländern berichtet. Bei der Geburtshilfe stellt sich diese Entwicklung problembehaftet dar, wenn ältere Frauen zunehmend gebären. Allerdings wurde auch der gegenteilige Trend berichtet (siehe auch nebenstehende Grafik).
Neuere Untersuchungen in Mitteleuropa fanden keine Akzeleration zum Eintritt der Pubertät, sondern unverändert einen Beginn der Menarche meist kurz vor dem 13. Geburtstag.

### Steigende Lebenserwartung
Die Lebenserwartung steigt weltweit. Die Folgen sind weitreichend und vielschichtig: Ein Teil des globalen Bevölkerungswachstums resultiert daher, dass Menschen längere Zeit auf der Erde leben. Außerdem verändert der demoskopische Wandel die soziologische Bevölkerungsstruktur, das Verhältnis von Arbeitsfähigen zu Senioren wird erheblich verändert und erfordert quantitative Anpassungen bei Rentensystemen und Pflegeaufwendungen.

Durchschnittliche menschliche Größe im östlichen Mittelmeerraum vom Jungpaläolithikum bis 1996

### Beeinflussende Faktoren
Im Mittelalter besaßen viele Menschen in Mitteleuropa eine geringere Körpergröße als in der Neuzeit, was an Ritterrüstungen, Türstockhöhen, Bettenlängen und Skelettteilen belegbar ist. Aus dem Vergleich der mittelalterlichen Situation mit der der Neuzeit resultierte die Idee, dass die Wachstumsakzeleration bereits über viele Jahrhunderte wirke, ob epigenetisch oder aufgrund eines gleichbleibenden Selektionsdrucks oder aus anderem Grund. Dieser Eindruck ist jedoch falsch, wie zahlreiche steinzeitliche Knochenfunde zeigen: in der Altsteinzeit war die durchschnittliche Körpergröße des Homo sapiens seit etwa 150.000 Jahren mit der heutigen vergleichbar. Mit dem Neolithikum und der Einführung der Agrikultur in Mitteleuropa sank die Körpergröße vor etwa 6000 Jahren auf ein Minimum, um dann wieder zuzunehmen. Vor 2000 Jahren besaßen Bürger des Römischen Reiches Staturen, die geringfügig kleiner waren, als heutige Bewohner der Regionen. Im Mittelalter nahm die Durchschnittsgröße in Mitteleuropa ab, allerdings nicht kontinuierlich, sondern weitgehend entsprechend der Ernährungslage. Die durchschnittliche Körpergröße spiegelt also die Ernährungssituation während der Wachstumsperiode wider, das betrifft die vorgeburtliche Zeit und die ersten 18 Lebensjahre. Diese Erklärung wurde als Ernährungstheorie bezeichnet, die der Humangenetiker Widukind Lenz 1949 formulierte.
Bei Einwanderern nach Deutschland wurde festgestellt, dass die in Deutschland geborenen durchschnittlich größer wurden, als die im Herkunftsland geborenen. Im Vergleich mit der deutschen Bevölkerung fiel aber auf, dass die eingewanderten Personen durchschnittlich kleiner waren. Ihre in Deutschland geborenen Nachkommen wurden größer, sie erreichten etwa die Durchschnittsgröße der deutschen Bevölkerung. Auch diese Daten unterstreichen, dass Wachstumsakzeleration ein Ergebnis der Umgebungsbedingungen darstellt.

## Entwicklungsakzeleration
Entwicklungsakzeleration liegt vor, wenn:
- die individuelle Entwicklung der Person im Vergleich mit der jeweiligen Altersgruppe in der sie sich befindet, bzw.
- die Entwicklung einer Generation im Vergleich mit früheren Generationen

vorverlagert oder beschleunigt ist. Der Zahnwechsel setzt früher ein. Eine besonders bedeutsame Entwicklungsakzeleration ist die sexuelle Akzeleration, die dazu führt, dass die Pubertät früher einsetzt. 

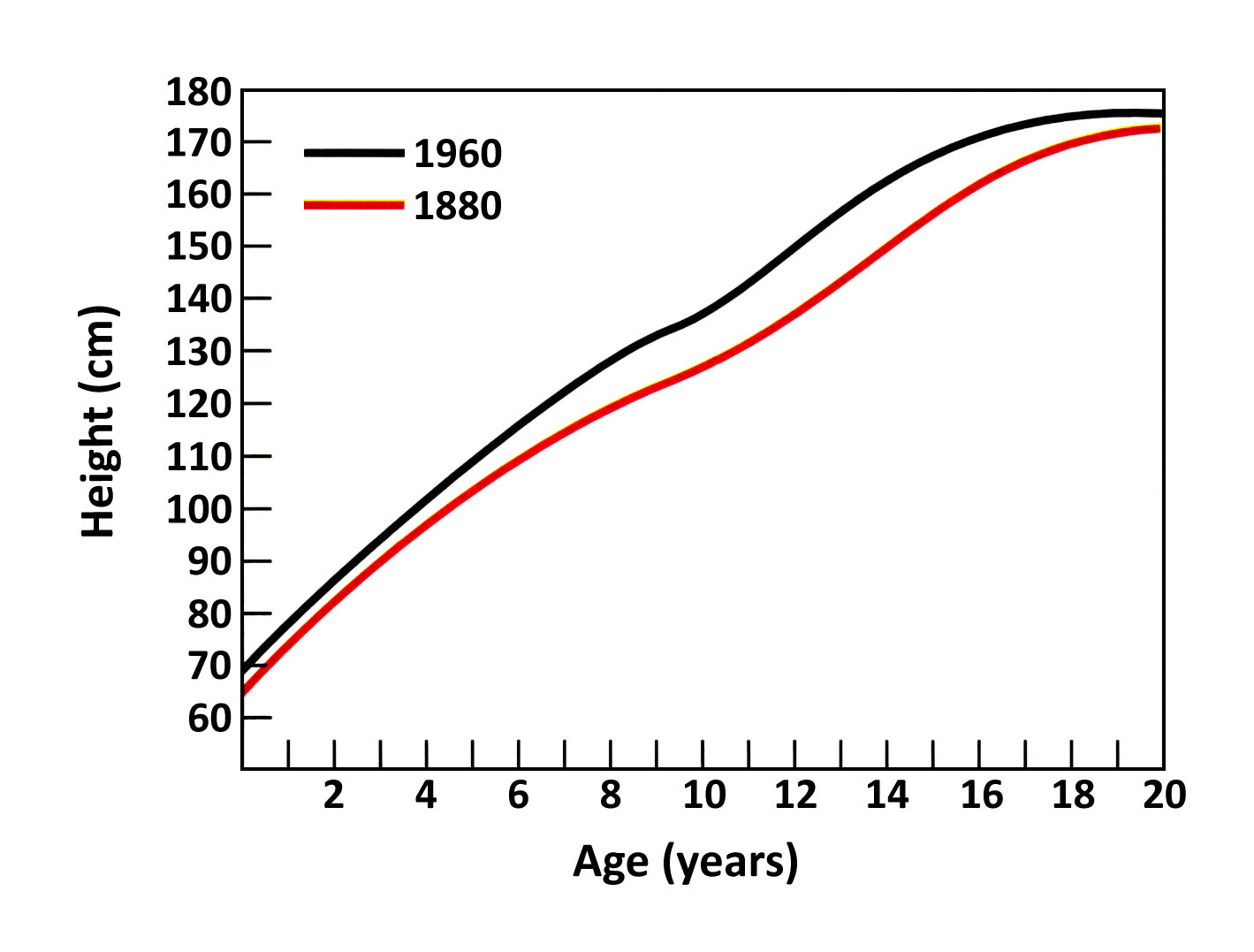
Staturvergleich zwischen in Amerika geborenen Kindern europäischer Abstammung und früheren Generationen zeigt primär eine Entwicklungsakzeleration

Der Begriff „Akzeleration“ in Bezug auf die Körpergröße kann auch als Entwicklungsakzeleration, also als ein Wachstumsschub verstanden werden, ohne in einem wesentlichen Größenunterschied zwischen den Generationen zu resultieren.
Der Begriff: „Psychophysische Akzeleration“ (engl. secular trend) bezieht sich auf eine Vorverlagerung von Reifungsprozessen in der modernen Gesellschaft, ebenfalls eine Form der Entwicklungsakzeleration.

## Begriff in anderem Zusammenhang
In der Sportmedizin wird unter „Akzeleration“ die Befähigung zur Beschleunigung aus der Ruheposition  verstanden.
In der Technik versteht man unter „Akzeleration“ Beschleunigung.

## Einzelbelege
1. ↑  Ernst Walther Koch: Über die Veränderung menschlichen Wachstums im ersten Drittel des 20. Jahrhunderts. In: Barth (Hrsg.): Aus d. Gesundheitsamt d. Stadt Leipzig: Ausmaß, Ursache und Folgen für den Einzelnen und für den Staat, 1935.
2. 1 2  
B. Warkentin: Die säkulare Akzeleration als Problem der Geburtshilfe. In: H. G. Hillemanns (Hrsg.): Geburtshilfe — Geburtsmedizin. Springer, Berlin, Heidelberg, 1995, doi:10.1007/978-3-642-48048-5_76.
3. ↑  H. D. Röseler: Zur säkularen Akzeleration der psychischen und somatischen Entwicklung. In: Ärztl Jugendheilkd., Band 8l, 1990, S. 76–85.
4. 1 2 3  
Our World In Data.
5. ↑  Dieter E. Zimmer: Immer größer, immer schneller groß. In: Dieter E. Zimmer: Experimente des Lebens. Haffmans, Zürich 1989.
6. ↑  Meike Küster: Theoretische und empirische Untersuchungen zum motorischen Leistungsvermögen 12- bis 14jähriger Schulkinder. Dissertation, Technische Universität München, April 2002 (PDF).
7. ↑  T. J. Hatton: How have Europeans grown so tall? In: Oxf. Econ. Pap., 2013, S. 112–138, doi:10.1093/oep/gpt030.
8. 1 2 3  
B. Gohlke, J. Wölfle: Growth and puberty in German children. Is there still a positive secular trend? In: Dtsch Arztebl Int.,  Band 106, Nr. 23, 2009, S. 377–382, doi:10.3238/arztebl.2009.0377.
9. ↑  DIN EN 13402-3 Größenbezeichnung von Bekleidung (PDF), März 2014.
10. ↑  Anna Lenz: Standardnormen für Kleidergrößen überarbeitet. In: Textilwirtschaft, 29. März 2017.
11. 1 2 3  
N. T. Boaz: Essentials of Biological Anthropology. Prentice Hall, New Jersey 1999, ISBN 0-13-080793-1.
12. ↑  A. M. Bau, A. Ernert, L. Schenk, S. Wiegand, P. Martus, A. Grüters, H. Krude: Is there a further acceleration in the age at onset of menarche? A cross-sectional study in 1840 school children focusing on age and bodyweight at the onset of menarche. In: European Journal of Endocrinology, Band 160, Nr. 1, 2009, S. 107–113 (PDF).
13. ↑  Statistisches Bundesamt: Grafik Lebenserwartung und Sterblichkeit, eingesehen am 15. September 2021.
14. ↑  taz: Ende gut, alles gut, 22. Februar 2017, eingesehen am 15. September 2021.
15. ↑  Christopher Ruff: Variation in human body size and shape. In: Annual Review of Anthropology, Bd. 31, Nr. 1, Oktober 2002, S. 211–232, doi:10.1146/annurev.anthro.31.040402.085407 (PDF).
16. ↑  F. Vogel: Widukind Lenz. In: European Journal of Human Genetics, Band 3, November 1995, S. 384–387 (PDF).
17. ↑  W. Lenz: Ernährung und Konstitution. Berlin, Urban & Schwarzenberg, 1949.
18. ↑  Widukind Lenz: Ursachen des gesteigerten Wachstums der heutigen Jugend. In: K. Lang (Hrsg.) Akzeleration und Ernährung, Steinkopf, Darmstadt 1959, S. 33.
19. ↑  Barry Bogin, Michael Hermanussen, Christiane Scheffler: As tall as my peers – similarity in body height between migrants and hosts. In: J. Biol. Clin. Anthropol., Band 74, Nr. 5 Supplement, 2018, S. 363–374 (PDF).
20. ↑  Walter Jaide: Die Akzeleration der bio-psychischen Entwicklung im Jugendalter. In: Generationen eines Jahrhunderts, VS Verlag für Sozialwissenschaften, 1988, S. 61–70.
21. ↑  Robert G. Lockie, Aron J. Murphy, Timothy J. Knight, Xanne A. K. Janse de Jonge: Factors that differentiate acceleration ability in field sport athletes. In: The Journal of Strength & Conditioning Research, Band 25, Nr. 10, 2011, S. 2704–2714, doi:10.1519/JSC.0b013e31820d9f17.